# Noel Mills
Noel Edward Mills (13 de enero de 1944-8 de diciembre de 2004) fue un deportista neozelandés que compitió en remo.
Participó en los Juegos Olímpicos de Múnich 1972, obteniendo una medalla de plata en la prueba de cuatro sin timonel. Ganó una medalla de bronce en el Campeonato Mundial de Remo de 1978 y una medalla de plata en el Campeonato Europeo de Remo de 1973.

## Palmarés internacional
| Juegos Olímpicos   | Juegos Olímpicos          | Juegos Olímpicos  | Juegos Olímpicos   |
| Año                | Lugar                     | Medalla           | Prueba             |
| ------------------ | ------------------------- | ----------------- | ------------------ |
| 1972               | Múnich (RFA)              | Medalla de plata  | Cuatro sin timonel |
| Campeonato Mundial |                           |                   |                    |
| Año                | Lugar                     | Medalla           | Prueba             |
| 1978               | Cambridge (Nueva Zelanda) | Medalla de bronce | Ocho con timonel   |
| Campeonato Europeo |                           |                   |                    |
| Año                | Lugar                     | Medalla           | Prueba             |
| 1973               | Moscú (URSS)              | Medalla de plata  | Dos sin timonel    |

1. ↑  En algunas ediciones del Campeonato Europeo se permitió la participación de remeros de otros continentes.